# Владанка Авирович
Владанка Авирович (на македонска литературна норма: Владанка Авировиќ) е икономистка и политик от Северна Македония.

## Биография
Родена е на 22 януари 1954 година в град Скопие, тогава във Федеративна народна република Югославия. Завършва икономика в Скопския университет.
В 2014 година е избрана за депутат от Социалистическата партия на Македония в Събранието на Република Македония.
В 2016 година отново е избрана за депутат. След като на 19 октомври 2018 година гласува за конституционните промени за смяна на името на държавата и се присъединява към групата на изключните от ВМРО-ДПМНЕ депутати.